# Tina Oelker
Tina Oelker (* 7. Dezember 1973 in Hamm, Westfalen) ist eine deutsche Künstlerin. Ihr Werk umfasst Malerei, Texte, Zeichnungen und Kurzfilme.

## Leben
Im Alter von 15 Jahren nahm sie Unterricht für Moderne Malerei. 1994 studierte sie an der Art Students League NYC, New York City, Malerei bei Hillary Holmes und an der School of Visual Arts. In den Jahren 1997–2004 studierte sie an der Hochschule für Angewandte Wissenschaften Hamburg (HAW) Design und Kunst (HfBK). Während des Studiums entwickelte sie Performances, die sie im Erotic Art Museum und im Schmidts Tivoli Theater inszenierte.
Von 2002 bis 2004 betrieb sie die Produzentengalerie Durchgang, Milchstrasse 21 A, die sie mit einem Schützenfest eröffnete. 2004 präsentierte sie dort ihr Diplom. 2007 begann Tina Oelker ihr Langzeitprojekt, „Hasenmanufaktur Hamburg, 1000 Hasen – limited edition“ und eröffnete 2010 ihre zweite Produzentengalerie Hafentor 7 an den Hamburger Landungsbrücken. Mit dem Schützenfest – Reloaded vollendete sie das Projekt der „1000 Hasen“ vorerst. 2017–2020 lud Oelker regelmäßig zu den Gesellschaftsabenden in ihr Studio ein, bei denen die Besucher selbst mit der Kunst in Aktion traten und Teil des Spiels wurden. Dabei trugen Schauspieler, die Gäste und zum Teil die Künstlerin selbst ihre lyrischen Texte vor. 2020 verband Oelker das Motiv des Hasen mit ihrem Gesamtwerk der letzten 20 Jahre in Form des Künstlerbuchs Von Hasen und Göttern., N° 1, 2001-2021.
Im Jahr 2022 gründete sie die Künstlergruppe Die Kryptiker.

## Ausstellungen (Auswahl)

### Einzelausstellungen
- 2005: Kunstverein Plauen
- 2007: Museum Kamen
- 2008: Kunstverein Hamm
- 2009: Galerie Forum, Białystok, Polen
- 2010: Hafentor 7, Hamburg
- 2015: Spreewerkstätten, Berlin
- 2022: Maximilianpark, Hamm-Westf.

### Gruppenausstellungen
- 2007: Kulturparlament Soest
- 2013: Fabrik der Künste, Hamburg
- 2015: Kunst im Komm, Wolfenbüttel
- 2022: Künstlerforum, Bonn
- 2023: The Space, Hamburg